# Is This It
Is This It – pierwszy album zespołu The Strokes. Został wydany 17 sierpnia 2001 roku nakładem wytwórni RCA Records. 
W 2003 album został sklasyfikowany na 367. miejscu listy 500 albumów wszech czasów magazynu Rolling Stone. 

## Lista utworów
1. "Is This It" – 2:34
2. "The Modern Age" – 3:32
3. "Soma" – 2:37
4. "Barely Legal" – 3:58
5. "Someday" – 3:07
6. "Alone, Together" – 3:12
7. "Last Nite" – 3:17
8. "Hard to Explain" – 3:47
9. "New York City Cops" – 3:36
10. "Trying Your Luck" – 3:27
11. "Take It or Leave It" – 3:16